# Подкониці-Дужі
Подкониці-Дужі (пол. Podkonice Duże) — село в Польщі, у гміні Черневиці Томашовського повіту Лодзинського воєводства.
Населення — 163 особи (2011).
У 1975-1998 роках село належало до Пйотрковського воєводства.

## Демографія
Демографічна структура станом на 31 березня 2011 року:
|          | Загалом | Допрацездатний вік | Працездатний вік | Постпрацездатний вік |
| -------- | ------- | ------------------ | ---------------- | -------------------- |
| Чоловіки | 85      | 20                 | 57               | 8                    |
| Жінки    | 78      | 16                 | 50               | 12                   |
| Разом    | 163     | 36                 | 107              | 20                   |